# Mark James
Mark James (Manchester, 28 oktober 1953) is een Engelse voormalig golfprofessional.

## Amateur

### Overwinningen
| Jaar | Toernooi                                      |
| ---- | --------------------------------------------- |
| 1974 | Engels Amateur                                |
| 1975 | Walker Cup namens Groot-Brittannië & Ierland. |

## Professional

### Carrière
James werd in 1976 professioneel golfer en hij was aanvankelijk actief op de Europese PGA Tour. In 1977 was James de beste op de Lusaka Open in het Afrikaanse Safari Circuit. Zijn eerste Europese overwinning behaalde hij in 1978 met winst op de Sun Alliance Match Play Championship. James won in zijn ganse loopbaan 18 toernooien op de Europese PGA Tour.
James nam gedurende zijn loopbaan deel aan alle Majors. Zijn beste resultaten behaalde hij op The Open Championship met een 3e plaats in 1981 en een 4e plaats in 1979 en 1994. In 1977 maakt James namens Groot-Brittannië & Ierland zijn debuut op de Ryder Cup. Door de jaren heen werd James 7 keer geselecteerd voor dit prestigieuze toernooi, maar enkel in 1995 stond James in het winnende kamp. In 1999 was James kapitein van het Europese team tijdens de zogenaamde "Battle of Brookline".
Vanaf 2003 speelt James op de Champions Tour, de senioren-tour van de PGA Tour. Op deze tour won hij in 2004 het Senior Players Championship, één van de 5 majors op de Champions Tour. Hiermee was James de eerste Europeaan die op de Amerikaanse Seniors Tour een Major kon winnen. Vanaf 2011 speelde James voornamelijk op de Europese Senior Tour.
In 2000 werd er bij James teelbalkanker vastgesteld, maar na behandeling kon James in 2001 al terug golfen.

### Overwinningen

#### Europese PGA Tour (18)
- 1978: Sun Alliance Match Play Championship
- 1979: Welsh Golf Classic po, Carroll's Irish Open
- 1980: Carroll's Irish Open
- 1982: Italian Open
- 1983: Tunesisch Open
- 1985: GSI L'Equipe Open
- 1986: Benson & Hedges International Open
- 1988: Peugeot Open de España
- 1989: Karl Litten Desert Classic, AGF Open, NM English Open
- 1990: Dunhill British Masters, NM English Open
- 1993: Madeira Island Open, Turespana Iberia Open de Canarias
- 1995: Marokkaans Open
- 1997: Peugeot Open de España

#### Champions Tour (3)
- 2004: Ford Senior Players Championship
- 2005: The ACE Group Classic
- 2007: Allianz Championship

#### Europese Senior Tour (2)
- 2005: European Senior Masters
- 2009: Mallorca Senior Open

#### Andere toernooien
- 1977: Lusaka Open (Afrika)
- 1980: Euro Masters Invitational in Italië
- 1981: São Paulo Open (Zuid-Amerika)
- 1983: Euro Masters Invitational in Italië
- 1988: South African TPC
- 2011: Gary Player Invitational (met George Coetzee)
- 2011: Raphael Division Legends of Golf (met Des Smyth)
- 2012: Raphael Division Legends of Golf (met Des Smyth)

### Teamdeelnames
- Ryder Cup: 1977 (namens Groot-Brittannië & Ierland), 1979 (namens Europa), 1981, 1989 (tied, Europa behoudt de Cup), 1991, 1993, 1995 (winnaars), 1999 (non-playing captain, Europa behoudt de Cup)
- Alfred Dunhill Cup (namens Engeland): 1988, 1989, 1990, 1993, 1995, 1997, 1999
- World Cup (namens Engeland): 1978, 1979, 1982, 1984, 1987, 1988, 1990, 1993, 1997, 1999
- Hennessy Cognac Cup: 1976 (winnaars), 1978 (winnaars), 1980 (winners), 1982 (winnaars & individueel winnaar), 1984 (winnaars)
- Four Tours World Championship: 1988, 1989, 1990

### Resultaten op deMajors
| Major                 | 1973 | 1974 | 1975 | 1976 | 1977 | 1978 | 1979 | 1980 | 1981 | 1982 | 1983 | 1984 | 1985 | 1986 | 1987 | 1988 | 1989 | 1990 | 1991 | 1992 | 1993 | 1994 | 1995 | 1996 | 1997 | 1998 | 1999 | 2000 |
| --------------------- | ---- | ---- | ---- | ---- | ---- | ---- | ---- | ---- | ---- | ---- | ---- | ---- | ---- | ---- | ---- | ---- | ---- | ---- | ---- | ---- | ---- | ---- | ---- | ---- | ---- | ---- | ---- | ---- |
| Masters Tournament    |      |      |      |      |      |      |      | CUT  |      |      |      |      |      |      |      |      |      |      |      |      |      |      |      |      |      |      |      |      |
| U.S. Open             |      |      |      |      |      |      |      |      |      |      |      |      |      |      |      |      |      | CUT  |      |      |      |      |      | CUT  |      |      |      |      |
| The Open Championship | CUT  | CUT  |      | T5   | CUT  | CUT  | 4    | T45  | T3   | T51  | T29  | T44  | T20  | T35  | CUT  | T62  | T13  | T31  | T26  | CUT  | T27  | T4   | T8   | T22  | T20  | T19  | T43  | CUT  |
| PGA Championship      |      |      |      |      |      |      |      |      |      |      |      |      |      |      |      |      |      | CUT  |      | T40  | CUT  | CUT  |      | CUT  |      |      | T31  |      |

CUT = miste de cut halverwege

### Resultaten op deWorld Golf Championships
| Toernooi          | 1999 |
| ----------------- | ---- |
| WGC Kampioenschap | T25  |
| WGC Matchplay     |      |
| WGC Invitational  |      |

### Resultaten op deChampions Tour Major Championships
| Toernooi                     | 2004 | 2005 | 2006 | 2007 | 2008 | 2009 | 2010 | 2011 | 2012 | 2013 | 2014 | 2015 | 2016 | 2017 | 2018 | 2019 | 2020 | 2021 |
| ---------------------------- | ---- | ---- | ---- | ---- | ---- | ---- | ---- | ---- | ---- | ---- | ---- | ---- | ---- | ---- | ---- | ---- | ---- | ---- |
| The Tradition                | T19  | 4    | T4   |      |      | T41  | T50  |      |      |      |      |      |      |      |      |      | GT   |      |
| Senior PGA Kampioenschap     | T4   | T10  | CUT  | T33  | T62  | T9   | T56  | CUT  | T56  | CUT  |      |      |      |      |      |      | GT   |      |
| Senior Players Championship  | 1    | T49  | T11  |      |      | T22  | T11  |      |      |      |      |      |      |      |      |      |      |      |
| US Senior Open               | T15  | T54  | T14  | T47  | T29  |      |      |      |      |      |      |      |      |      |      |      | GT   |      |
| The Senior Open Championship | 4    | T12  | T15  | T61  | T16  | T43  | T20  | T72  | T53  | 47   | CUT  | CUT  |      |      | CUT  | CUT  | GT   | CUT  |

GT = geen toernooi